# Јаши-Горж (Горж)
Јаши-Горж (рум. Iași-Gorj) насеље је у Румунији у округу Горж у општини Драгуцешти. Oпштина се налази на надморској висини од 179 m.

## Становништво
Према подацима из 2002. године у насељу је живело 1010 становника, од којих су сви румунске националности.